# Malinska-Dubašnica
Malinska-Dubašnica (olaszul: Malinsca-Dobasnizza) község Horvátországban Tengermellék-Hegyvidék megyében. Közigazgatásilag Barušići, Bogovići, Kremenići, Ljutići, Malinska, Maršići, Milčetići, Milovčići, Oštrobradić, Porat, Radići, Sabljići, Sršići, Strilčići, Sveti Anton, Sveti Ivan, Sveti Vid-Miholjice, Turčić, Vantačići, Zidarići és Žgombići települések tartoznak hozzá.

## Fekvése
Krk északnyugati részén a tengerparton egy tágas öböl partján fekszik. A szigetnek ezt a részét, ahova Malinska és a környező húsz település is tartozik Dubašnicának hívják. A Dubašljanski-öböl fekvésénél fogva védett a hideg szelektől. A kevés csapadék mellett az évi napsütéses napok száma 260 körüli.

## Története
Dubašnica volt a Krk-sziget egyetlen része, ahol a középkorban városi település nem alakult ki. Ezt a vidéket egykor nagy kiterjedésű erdők és köztük legelők borították, az újonnan érkező lakosság azonban fokozatosan szántókká változtatta. Dubašnica egykori központja a mára már megszűnt Dubašnići volt, ahol a régi plébániatemplom is állt. Az új dubašnicai plébániatemplom építésének szükségessége már a 18. század végén felvetődött, elsősorban a régi Szent Apollónia templom egyre romló állapota miatt. A templomot ekkor még megújították, de már 1834-ben megtiltották, hogy istentiszteletet tartsanak benne. Az új plébániatemplomot végül 1857-ben Bogovićiben építették fel, mely mára már egészen egybeolvadt Malinskával.
Malinska története a 15. században kezdődött, amikor felépült az a malom, melyről a település a nevét kapta. Krk szigetét 1480-ig Velence vazallusaiként a Frangepánok igazgatták, majd 1480-tól közvetlenül Velencei Köztársasághoz tartozott. A 18. századra már kialakult Porat kikötője és maga Malinska is a sziget egyik jelentős kikötőjévé fejlődött, ahonnan fát, mezőgazdasági termékeket, húst és olajat szállítottak a kereskedelmi hajók. Az első házak 1788-ban és 1795-ben épültek a településen, de egészen a 19. század végéig lényegében kis falu maradt. A napóleoni háborúk egyik következménye a 18. század végén a Velencei Köztársaság megszűnése volt. Napóleon bukása után Krk is osztrák kézre került, majd a 19. század folyamán osztrák uralom alatt állt. 1867-től 1918-ig az Osztrák-Magyar Monarchia része volt.
Malinska fejlődése az 1880-as években az első turistahajók érkezésével indult meg. Kezdetben csak a vadászati turizmus indult meg, majd a 20. század elején az egészségturizmus és a fürdőélet is fejlődött. Ez a lakosság számának növekedésében is megmutatkozott. Az Osztrák–Magyar Monarchia bukását rövid olasz uralom követte, majd a település a Szerb–Horvát–Szlovén Királyság része lett. A második világháború idején előbb olasz, majd német csapatok szállták meg. A háborút követően újra Jugoszlávia, majd az önálló horvát állam része lett. A fejlődés csúcspontját az 1970-es évek jelentették, amikor megépült Haludovo üdülőtelep. Amikor 1971-ben az építkezés befejeződött a Kelet-Adria legexkluzívabb üdülőhelye lett. Hadulovón játékterem is működött, mely egész évben valósággal vonzotta a gazdag turistákat és bár nem vált második Monte Carlóvá egészen az 1990-es években történt privatizációig jól működött. Ma az intézmény nagy gondokkal küzd és egy része üresen áll. A községnek 2011-ben 3142 lakosa volt.

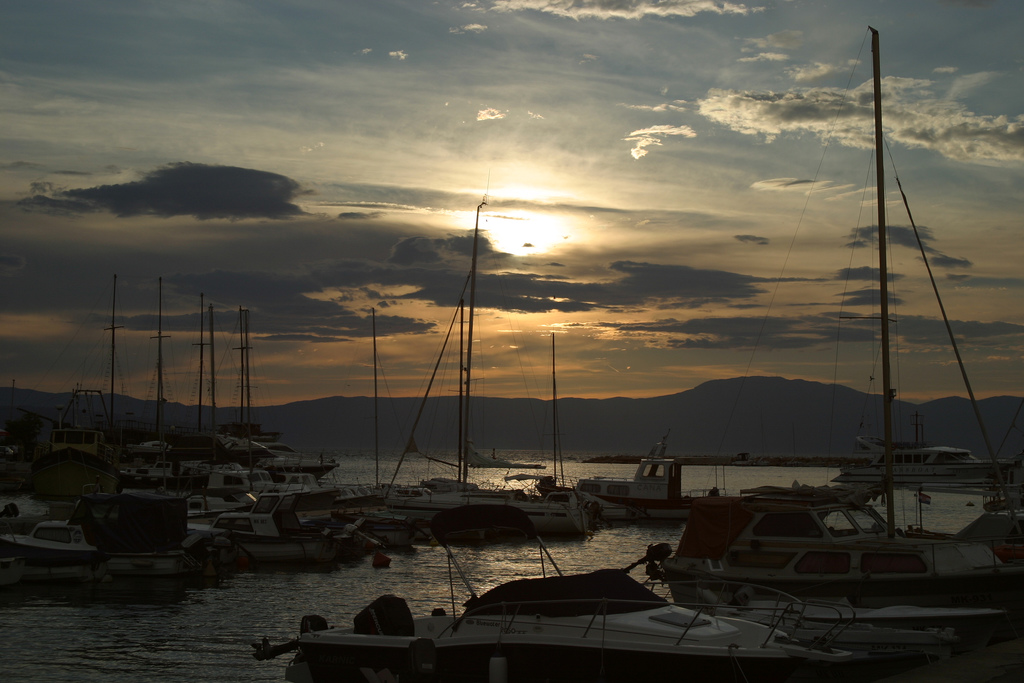
Malinska kikötője alkonyatkor

## Nevezetességei
- Porat ferences kolostora és temploma a 16. század első felében épült késő gótikus stílusban. A templomot 1557-ben szentelték fel, ma Porat és a szomszédos Vantačići hívei járnak ide.
- A község Szent Apollónia tiszteletére szentelt plébániatemploma a 19. században épült a korábbi bogovići kápolna helyén.
- Sveti Vid-Miholjice Mihály arkangyal tiszteletére szentelt plébániatemploma a település központjában áll. A templom 1890 és 1895 között épült.
- A község keleti részén fekvő Cickini erdőben kora keresztény szakrális épületegyüttes romjai találhatók, melyet a szakemberek az 5. és 7. század közötti időre datálnak.
- Mivel Malinska viszonylag újabb település történeti emléke nincsen. Minden évben megrendezik a hagyományos Malinskai estéket és hagyományosan megünneplik a község védőszentjének Szent Apollóniának a napját is.